# سهول أوساج

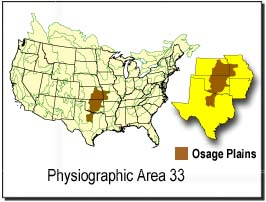
تمتد سهول أوساج عبر خمس ولايات أمريكية.

سهول أوساج Osage Plains هي قسم فسيولوجي في مقاطعة Central Lowland الأكبر حجماً، والتي بدورها جزء من التقسيم الفسيولوجي الأكبر للسهول الداخلية. تسمى المنطقة أحيانًا بالسهول السفلى أو السهول الشمالية الوسطى أو سهول الدحرجة. تغطي سهول أوساج غرب وسط ميسوري، والثلث الجنوبي الشرقي من كانساس، ومعظم وسط أوكلاهوما، وتمتد إلى شمال وسط ولاية تكساس، وهي أقصى الجنوب من ثلاث مناطق فيزيوغرافية ذات مروج طويلة. تتدرج إلى السافانا والأراضي الحرجية من الشرق والجنوب، وفي البراري الأقصر والأعشاب المختلطة في الغرب. تتكون سهول أوساج من ثلاث مناطق فرعية. سهول اوساج Osage Plains proper تحتل الجزء الشمالي الشرقي. على الرغم من ترسيم الحدود بحدة من أوزارك، إلا أن السهول منطقة انتقالية تحولت عبرها الحدود بين البراري والغابات بمرور الوقت. في الجزء الأوسط، تقع المنطقة الفرعية الثانية، وهي تلال فلينت Flint Hills، المعروفة باسم «أوساج» في أوكلاهوما. هذا الجزء الكبير المتبقي من المروج الطويلة هو التضاريس الصخرية التي تمتد من الشمال إلى الجنوب عبر كانساس وتمتد إلى أوكلاهوما. إلى الغرب والجنوب من هذه التلال توجد بلاجلاند براريس وكروس تيمبرز. تمتد هذه المنطقة من البراري المختلطة وشجر العرعر الخشن- غابة مسكيت إلى شمال وسط تكساس. تميز نباتات بلوستيم Bluestem والمروج التي يسيطر عليها البلوط والغابات الغطاء النباتي الطبيعي في Cross Timbers. تم تحويل جزء كبير من المنطقة إلى الزراعة، على الرغم من أن مساحات غابات البلوط والغابات ما زالت منتشرة في جميع أنحاء الجزء الشرقي من المنطقة.
تشمل الطيور في منطقة سهول أوساج دجاج البراري، وعصفور هينسلو، وديكيسيل، وعصفور الميدان، وعصفور الملك ذي الذيل المقص، وعصفور الراية الملونة ، وعصفور هاريس. إن احتراق الأدغال والرعي الجائر وانتشار النباتات الغريبة من العوامل التي تؤثر سلبًا على موائل تلك الطيور. تتم إدارة المنطقة الآن على وجه الحصر تقريبًا لإنتاج لحوم البقر، لكن مع الحرائق السنوية وممارسات الرعي المكثفة فإن ذلك يؤثر على الموائل اللازمة لدعم العديد من أنواع الطيور.
تاريخيا، كانت الحرائق والجفاف وحيوان البيسون تمثل قوى بيئية مهيمنة وكان لها تأثير كبير على الغطاء النباتي. على مر التاريخ كانت سهول أوساج وتلال فلينت بها المروج الطويلة مع بساتين متناثرة من بلوط البلاك ( Quercus marilandica ) في المرتفعات. وقعت مجموعة متنوعة من أنواع الأراضي الرطبة، بما في ذلك البراري الرطبة والمستنقعات وغابات السهول الشمالية على طول أنهار أكبر. اليوم، يتم زراعة جزء كبير من الأراضي في سهول أوساج بمحاصيل الذرة وفول الصويا، أو تم تحويلها إلى أعشاب غير أصلية من أجل المراعي والقش. لا تزال مساحات شاسعة من المروج الطويلة موجودة في تلال فلينت، حيث تكون الاستعاضة أكبر منها في منطقة سهول أوساج والأرض أقل ملاءمة للزراعة.

## جيولوجيا
يوجد في سهول أوساج الصخر الناعم مع الأحجار الرملية المتشابكة والحجر الجيري من أواخر العصر الميسيسيبي إلى العصر البنسلفاني. بعض الصخور السائدة في سهول أوساج هي الحجر الجيري المسيسيبي وصخر الحجر الجيري وأوردوفيان دولوميت والفحم البنسلفاني. تم العثور أيضا على الطين والصخر الزيتي داخل حجر الأساس البنسلفاني.
احتوت المنطقة على منطقتين رئيسيتين للتعدين. وكان أكبرها منطقة هي منطقة الرصاص والزنك، التي تتكون من حوالي 2,000 ميل مربع (5,200 كـم2). كان هذا أكبر تركيز لرواسب الزنك في أي مكان في العالم. أغلقت معظم مواقع التعدين، ويرجع ذلك أساسا إلى الصحة وغيرها من القضايا البيئية. تم استخراج الرصاص والزنك بأكثر من مليار دولار من المنطقة خلال فترة التعدين النشطة. وكان التعدين الرئيسي الآخر للفحم القاري. انخفض الطلب على الفحم في هذه المنطقة بسبب ارتفاع نسبة الكبريت ومخالفة معايير جودة الهواء.